# Bibendum

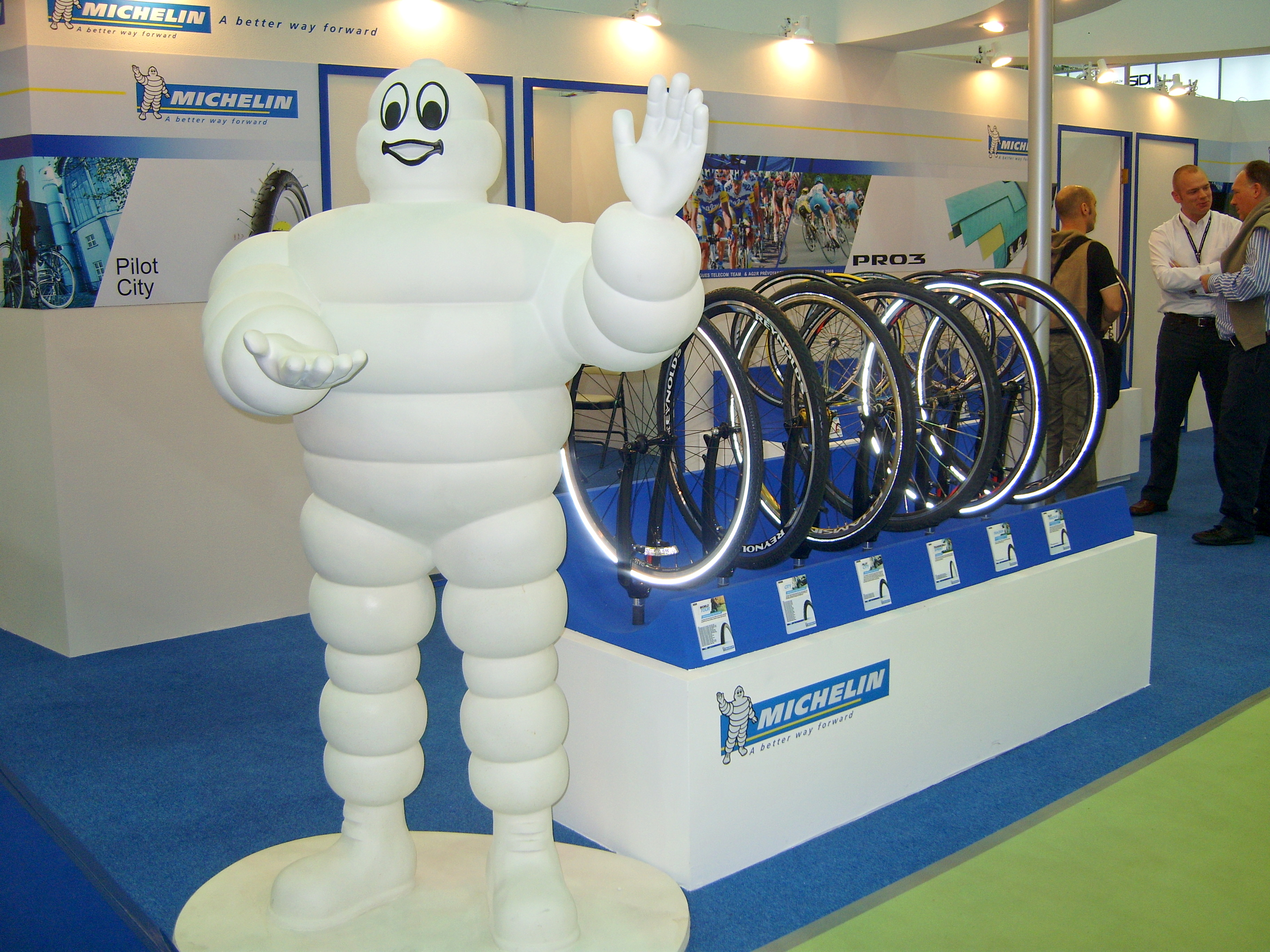
Bibendum, het Michelinmannetje

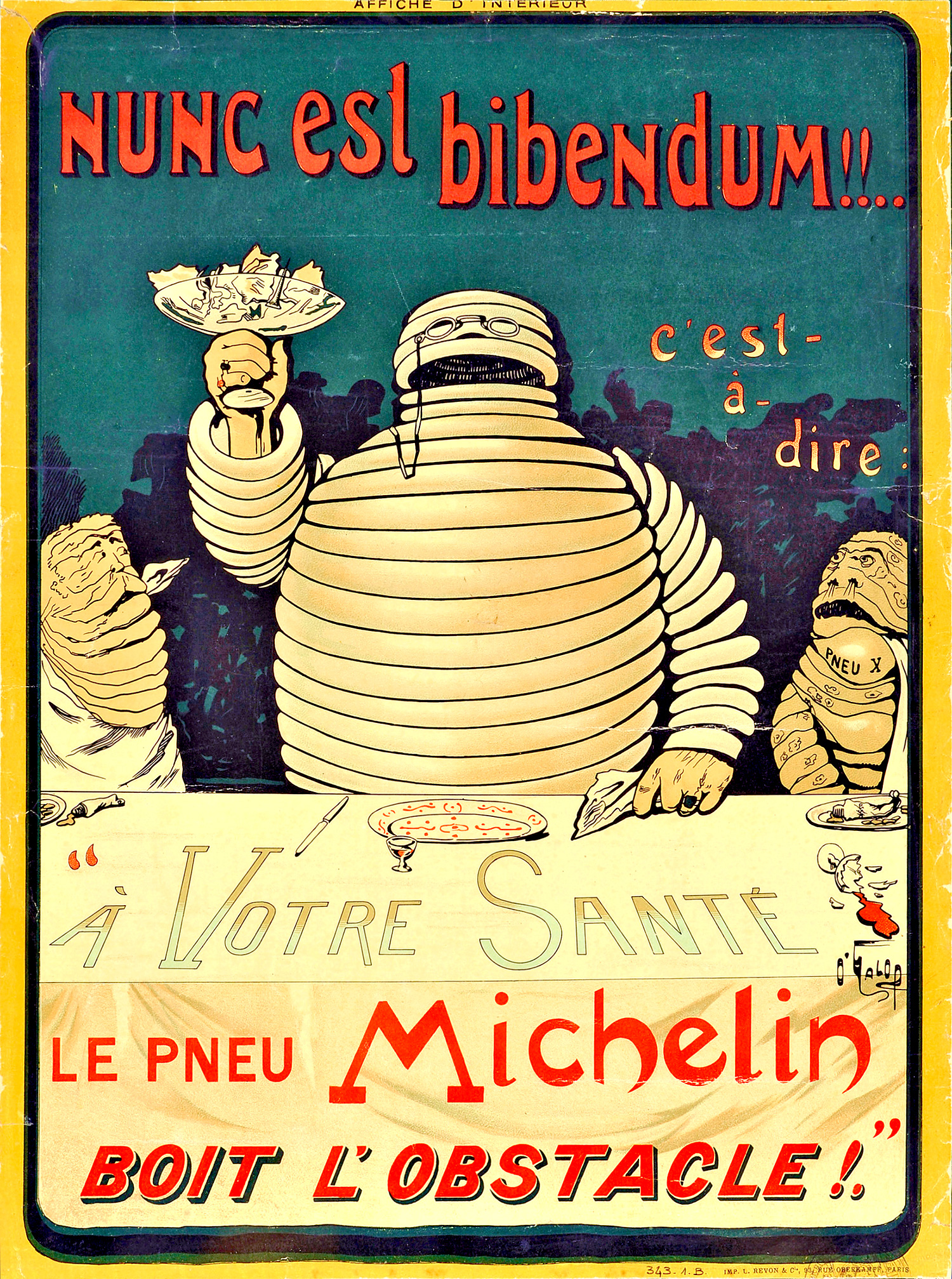
Het affiche uit 1898 met de oorspronkelijke Bibendum

Bibendum is de mascotte van de Franse bandenfabrikant Michelin, in Nederland beter bekend als het Michelinmannetje. Hij is opgebouwd uit autobanden en wordt in veel poses afgebeeld. De naam is ontleend aan de Latijnse uitdrukking Nunc est bibendum! ('Nu moet er gedronken worden!'), een fragment van een vers van Horatius (Oden, I, 37), en betekent 'te drinken'.
De figuur verscheen voor het eerst op een reclame-affiche uit 1898. Daar heft hij een glas vol spijkers en glasscherven en roept: "NUNC est bibendum!!..". Onderaan het affiche staat "Le pneu Michelin boit l'obstacle!" ("De Michelinband drinkt de hindernis!"), een uit 1893 daterende slogan van het bandenmerk. De figuur en de slogan hadden zo'n succes dat de figuur al snel de naam Bibendum kreeg.
Het idee om de figuur te gebruiken kwam van André Michelin, een van de stichters van het bandenbedrijf. Hij herinnerde zich een stapel banden die op de Exposition universelle van 1894 in Lyon bij de stand van Michelin stond. Zijn broer Édouard Michelin sr. zou hem toen gezegd hebben: "Kijk, met armen eraan lijkt het op een mannetje".
Bibendum werd het symbool van het bandenimperium. Afbeeldingen en poppen van Bibendum droegen in grote mate bij tot de populariteit van het merk. De bekende kaarten en gidsen die Michelin uitgeeft raakten mede populair door - vaak grappige - illustraties met Bibendum. Op de wegenkaarten siert hij zwemmend of varend de waterpartijen, die anders egaal blauw zouden zijn. Bij auto- en wielerwedstrijden die door Michelin worden gesponsord paraderen als Bibendum vermomde lieden. Ook de vestigingen van Michelin zijn te herkennen aan de afbeelding van Bibendum op het uithangbord.
Bibendum werd in 2000 uitgeroepen tot het beste logo van de eeuw. De figuur is in de loop van de tijd meermalen gemoderniseerd; laatstelijk bij zijn honderdste verjaardag in 1998, toen hij iets slanker werd.

## Stoel
Naar het mannetje is ook de designstoel van Eileen Gray genoemd: de Bibendum-stoel.